# Nova Ljubljanska banka
Die Nova Ljubljanska banka d. d. (NLB) ist eine slowenische Bank mit Sitz in Ljubljana. Sie ist die größte slowenische Bank und eine Mutterbank der NLB Gruppe, der größten Banken- und Finanzgruppe in Slowenien mit einem exklusiven strategischen Interesse an Südosteuropa (SEE). Die NLB Gruppe hatte im 2021 eine Bilanzsumme von 21,6 Milliarden Euro. Vorstandschef ist Blaž Brodnjak.

## Geschichte
Die Nova Ljubljanska banka wurde am 27. Juli 1994 gegründet. Sie übernahm einen Teil des Vermögens und der Geschäfte der Ljubljanska banka, d. d., eines 1970 – also in der jugoslawischen Periode des Landes Slowenien – gegründeten Kreditinstituts. Seine Ursprünge datiert das Unternehmen zurück auf das Jahr 1889, als – zu Zeiten von Österreich-Ungarn – eine lokale Sparkasse mit dem Namen Mestna hranilnica ljubljanska gegründet wurde.
2002 erwarb die belgische KBC Group einen Aktienanteil von 34 % an der Nova Ljubljanska Banka. Ende 2011 lag dieser Anteil noch bei 25 %, der des slowenischen Staates bei 45,62 %.
Die EU-Kommission forderte von Slowenien die Privatisierung der Nova Ljubljanska Banka. Die Veräußerung der Bank war in Slowenien politisch umstritten: während die SMS stark dafür war, war die Levica strikt dagegen. Da es jedoch nach der Wahl 2018 keinen Paralemenstbeschluss für einen Verkauf der Staatsanteile mehr brauchte, wurde die Bank am 14. November 2018 zu einem börsennotierten Unternehmen im Besitz einer diversifizierten Investorenbasis, deren größter Anteilseigner nach wie vor die Republik Slowenien mit 25 % plus einer Aktie ist. neben der Republik Slowenien hatte die NLB zum 31. Dezember 2020 drei weitere Großinvestoren mit jeweils Anteilen zwischen 5 % und 10 %, darunter die Europäische Bank für Wiederaufbau und Entwicklung.
Am 30. Dezember 2020 übernahm die Bank 83,2 % der serbischen Komercijalna banka.

## Sonstiges
Nach dem Zerfall Jugoslawiens ist der Verbleib von ungefähr 60 Millionen US-Dollar Spareinlagen der kroatischen Bürger bei der Zagreber Filiale der Ljubljanska banka ungeklärt geblieben. Kroatien beschuldigt Slowenien, es habe Spareinlagen nach Slowenien transferiert. Slowenien weist jegliche Schuld von sich und beharrt auf dem Standpunkt, die Spareinlagen seien mit der kroatischen Unabhängigkeit an Kroatien übergegangen. Kroatien fordert eine Refundierung der Spareinlagen gegenüber allen Sparern der Ljubljanska banka. Wegen der undurchsichtigen Lage zeichnet sich noch keine Lösung ab.
Bei dem Landgericht Memmingen war im Jahr 2015 die Klage eines kroatischen Gastarbeiters anhängig, mit der die Nova Ljubljanska Banka, als Rechtsnachfolgerin der Ljubljanska Banka, auf Auszahlung des Sparguthabens in Anspruch genommen wird. Das zuständige Oberlandesgericht hat bereits entschieden, dass sich der Sparer grundsätzlich an deutsche Gerichte wenden kann, wenn er zur Zeit der Sparkontoeröffnung in Deutschland gelebt hat. Im November 2012 hat der Europäische Menschenrechtsgerichtshof (EGMR) außerdem entschieden, dass die Republik Slowenien für den Verlust der Spareinlagen haftet.